# لوتری (شهر)
شهر لوتری  در بخش لوو در ایالت وو در کشور سوئیس واقع شده‌است که ۸٬۴۰۰ نفر  جمعیت دارد.

## نگارخانه

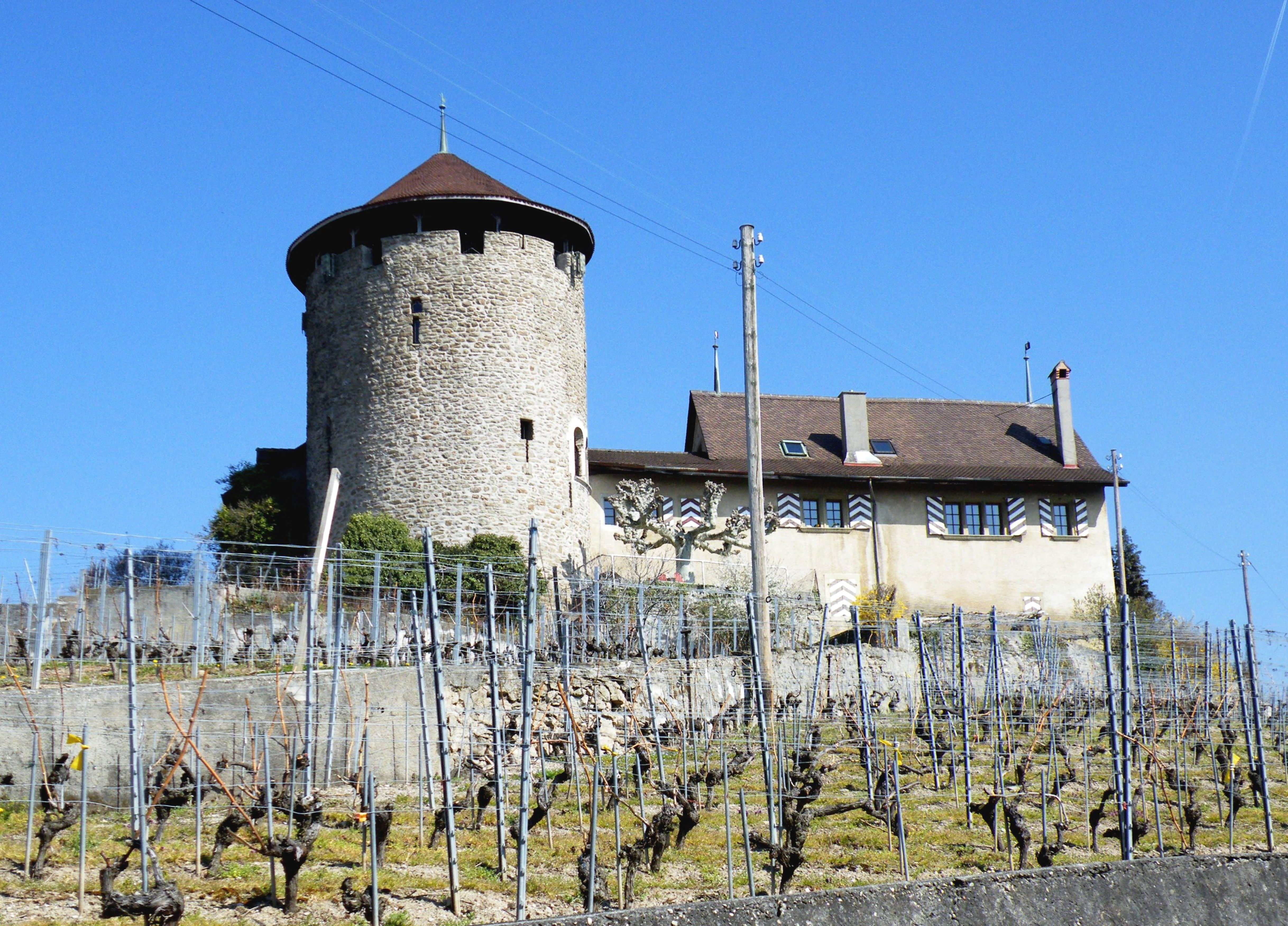
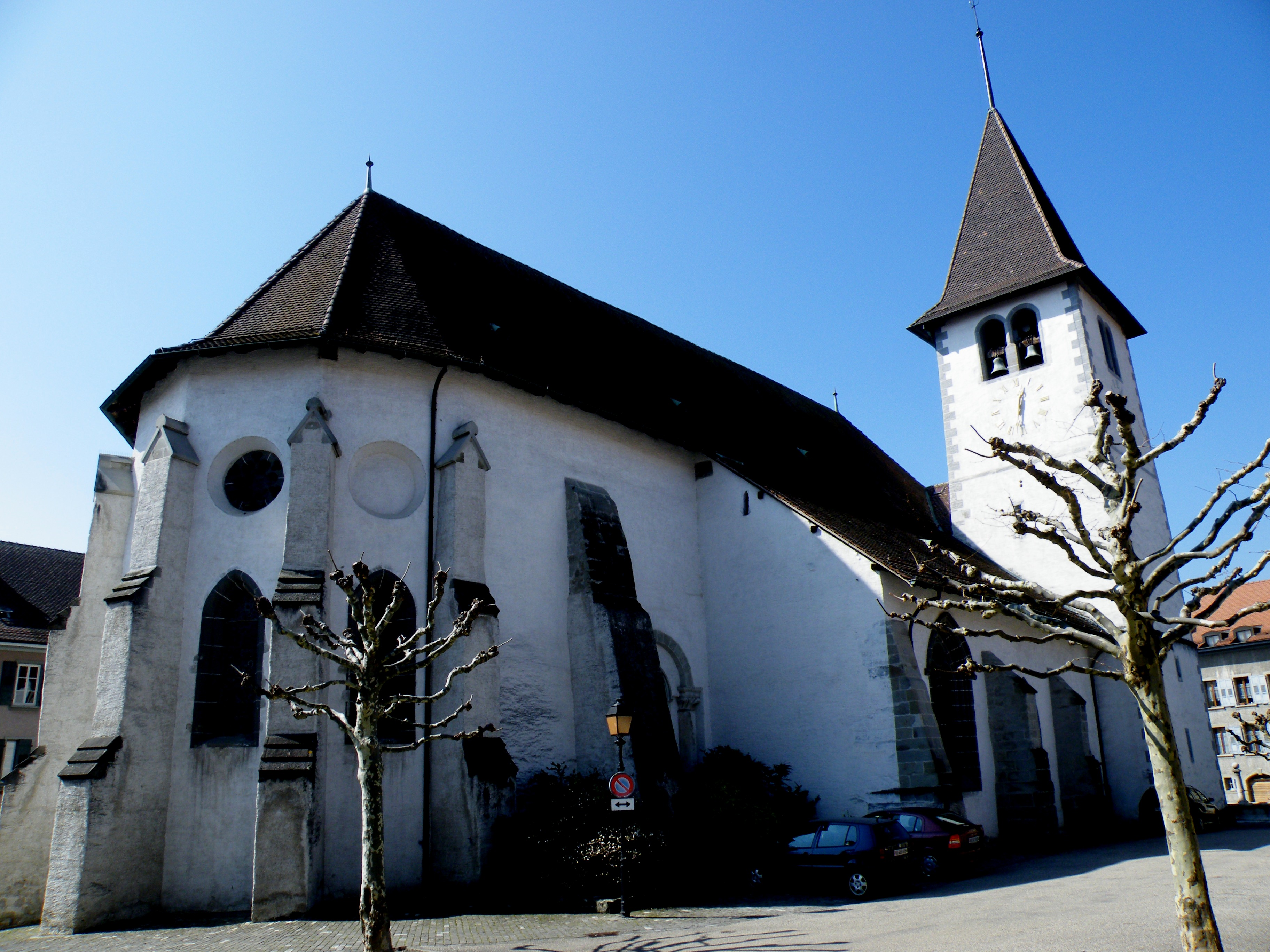